# 蓮佛美沙子
蓮佛美沙子（日语：／ Renbutsu Misako，1991年2月27日—），日本女演員，鳥取縣鳥取市出身。所屬經紀公司是Sony Music Artists，堀越高等學校、白百合女子大學文學部兒童文化學系畢業。

## 經歷
2007年的《犬神家的一族》為出道作；同年，《轉校生》為電影初主演。《ガラスの牙》則是第一次演出電視劇。2010年10月，電視劇《Q10》為其首部商業電視連續劇。2013年3月15日，自白百合女子大学文學部兒童文化學系畢業。
2007年，以電影《野球少年》和《轉校生》獲第81回電影旬報獎新人女演員獎。
2015年7月，初次主演民放台連續劇《37.5℃的眼淚》。

## 戲劇作品

### 電影
- 犬神家的一族（2006年、東寶）
- 野球少年（2007年、東寶） - 飾演 矢島繭
- 轉校生（2007年、角川映画） - 飾演 齊藤一美
- 跳水男孩（2008年、角川映画） - 飾演 西川恭子
- 戰慄迷宮3D THE SHOCK LABYRINTH（2009年、アスミック・エース）- 飾演 遠山由紀
- 花水木（2010年、東寶）- 飾演 リツ子
- 只想告訴你（2010年9月25日、東寶）- 飾演 吉田千鶴
- サビ男サビ女《Boy? meeets girl?》（2011年1月）- 飾演 城山香織
- 源氏物語千年之謎（2011年預定公開、東寶） - 飾演 藤原彰子
- RIVER（2012年3月） - 飾演 光
- この空の花－長岡花火物語（2012年5月） - 飾演 遠藤薰（少女）
- 關八戰隊（日语：関ジャニ戦隊∞レンジャー#映画）（2012年7月、東寶） - 飾演 仁科遙
- 貓侍（2014年3月、AMG Entertainment） - 飾演 お梅
- 白雪公主殺人事件（2014年3月29日公開、松竹） - 飾演 狩野里沙子
- 日本最長的一日（2015年8月8日） - 飾演 阿南喜美子
- 她的東京應召周末（日语：彼女の人生は間違いじゃない#映画）（2017年7月15日、GAGA（日语：ギャガ）） - 飾演 山崎沙緒里
- 鋼之鍊金術師（2017年12月1日、日本華納家庭娛樂） - 飾演 莉莎·霍克愛
- 記憶屋（日语：記憶屋）（2020年公開預定，松竹） - 飾演 澤田杏子[4]
- 燦爛星空下（2019年5月29日） - 飾演
- 鋼之鍊金術師 完結篇 復仇者斯卡（2022年5月20日、日本華納家庭娛樂） - 飾演 莉莎·霍克愛
- 鋼之鍊金術師 完結篇 最後的鍊成（2022年6月24日、日本華納家庭娛樂） - 飾演 莉莎·霍克愛

### 動畫電影
- 棒球大聯盟劇場版 友情的一球（2008年、東寶） - 聲音飾演 古賀恵

### 電視劇
- ガラスの牙（2007年10月6日、中部日本放送） -飾演 石川梨枝子
- ドラマ8《七瀬ふたたび》（2008年10月9日 - 12月11日、NHK） - 飾演 火田七瀬
- 月曜ゴールデン《二重裁判》（2009年6月1日、TBS電視台） - 飾演 古沢秀美
- BUNGO -日本文學劇場-《檸檬》（2010年2月17日、TBS）- 飾演 丸善的店員
- 土曜プレミアム《夢の見つけ方教えたる!2》（2010年3月13日、富士電視台） - 飾演 島谷あゆみ
- 私が初めて創ったドラマ《俺んちの神様》（2010年10月1日、NHK衛星頻道）
- NTV土九《Q10》（2010年10月16日 - 12月11日） - 飾演 山本民子
- 富士電視台青年原創劇本大賞《さよならロビンソンクルーソー》（2010年12月29日） - 飾演 美也
- 富士月九《全開女孩》（2011年7月 - 9月） - 飾演 汐田微子
- TBS2夏季深夜日劇《屠龍青年團（日语：ドラゴン青年団）》（2012年7月 - 9月） - 飾演 優子
- 富士月九《PRICELESS人生無價》（2012年10月 - 12月） - 飾演 広瀨瑤子
- TBS木九《破案蜥蜴》（2013年4月－6月） - 飾演 望月香里
- 富士木十《單身貴族（日语：独身貴族）》（2013年10月 - 12月） - 飾演 緒方須美花
- TBS金十《夜之教師（日语：夜のせんせい）》（2014年1月－3月） - 飾演 黑井華
- NHK電視劇10《聖女》（2014年8月 - 10月） - 飾演 本宮泉美
- NTV水10《某某妻》（2015年1月 - 3月） - 飾演 風谷愛
- 朝日木9《家的記憶》（2015年4月－6月） - 飾演 野澤祥子
- NHK《午餐的敦子》（2015年5月）- 飾演 澤田三智子
- TBS木9《37.5℃的眼淚》（2015年7月－9月）- 主演 杉崎桃子
- 關西電視台《拜託了！岳父大人》（2016年1月 - 3月）- 飾演 花澤美蘭
- NHK晨間劇《別嬪小姐》（2016年10月 - 2017年4月）- 飾演 坂東百合→野上百合
- NHK電視劇10 《毛毯貓（日语：ブランケット・キャッツ）》第1集（2017年6月）- 飾演 立花裕美
- NHK BS Premium《Diary（日语：ダイアリー_(テレビドラマ)）》（2018年9月9日 - 9月30日）- 主演 宮田彩加
- WOWOW《惡黨～加害者追跡調査～（日语：悪党_(小説)#スタッフ_(2019年版)）》第1集（2019年5月）- 飾演 遠藤りさ（RISA）[5]
- 朝日日曜Prime（日语：日曜プライム）《死命～刑警的時限～（日语：死命_(薬丸岳の小説)）》（2019年5月19日）- 飾演 山口澄乃
- NHK BS Premium《盤上的向日葵（日语：盤上の向日葵#テレビドラマ）》（2019年9月8日 - 9月29日）- 飾演 佐野直子[6]
- TBS火10《戀愛可以持續到天長地久》（2020年1月14日 - 3月17日）- 飾演 [7]
- 《理想的男子》（2021年4月7日 - 5月27日）- 主演 小松燈子
- NHK《綺麗之國》（2021年4月12日 - 5月31日）- 飾演 神秘女子 佐川 / 惠理(十年前)
- 《死神先生》（2021年7月12日） - 飾演 三好若菜
- 救生圈 -朋友以上，不倫未滿-（2021年8月9日－9月27日） - 飾演 福田步
- MY FAMILY（2022年4月10日－6月12日） - 飾演 三輪沙月
- WOWOW《鵜頭川村事件》（2022年8月28日－10月2日）- 飾演 矢萩有美/岩森仁美[8]
- 東京電視台《今晚是壽喜燒哦》（2023年1月7日－3月25日）- 雙主演 太田愛子
- NHK 《大奥（日语：大奥 (2023年のテレビドラマ)）》 SEASON 2 (醫療編)（2023年10月3日－31日）- 飾演 茂姬（御台）
- NTV 《非快速眼動之窗（日语：ノンレムの窓#ノンレムの窓_2023・冬）》2023冬（2023年12月25日）- 飾演 小瀨桃花
- 朝日 松本清張特別企畫 第二夜 《玻璃城（日语：ガラスの城_(松本清張)#2024年版）》（2023年12月25日）- 飾演 鈴木信乃
- WOWOW 《坡上的紅色屋頂（日语：坂の上の赤い屋根#テレビドラマ）》（2024年3月3日－31日）- 飾演 禮子
- 富士月九《119緊急呼叫》（2025年1月13日－3月31日）- 飾演 粕原小夏

### 網路電視
- ひだまりの場所〜初恋〜（2010年1月 - 、NTT DoCoMo BeeTV） - 飾演 青山凛

## 廣告
- 角川書店 「発見。夏の100冊」角川文庫イメージキャラクター（2007年）

## 雑誌
- 月刊シネコンウォーカー（2006年-、角川メディアハウス） - 連載コラム「日々、精進です!」

## 音樂錄影帶
- 《I love you & I need you 福島》（2011年）《猪苗代湖ズ》 鳥取縣人代表 PV出演

## 獎項
- 2007年第81回電影旬報十佳獎 日本電影新人女演員獎
- 2007年第22回高崎電影節 最優秀新人女演員獎

## 外部連結
- 蓮佛美沙子的Facebook專頁
- 蓮佛美沙子的Instagram帳戶
- 蓮佛 美沙子 オフィシャルサイト Misako Renbutsu official website （页面存档备份，存于） 官方網站
- 特集　あの人のとっておきセレクション　蓮佛美沙子さん　NHKアーカイブス （页面存档备份，存于）